# Großblütiges Leimkraut
Das Großblütige Leimkraut (Silene elisabethae), auch Elisabethen-Lichtnelke genannt, ist eine Pflanzenart aus der Gattung Leimkräuter (Silene) innerhalb der Familie der Nelkengewächse (Caryophyllaceae). Es ist ein Endemit der Südalpen.

## Beschreibung
Das Großblütige Leimkraut ist eine ausdauernde krautige Pflanze. Sie besitzt eine rübenförmige, stark verholzte Primärwurzel. Die Rosettenblätter sind schwach lederig, 3–6(–12) cm lang, lanzettlich, spitz, kahl oder am Rand kurz bewimpert. Die drei bis sechs Paare an Laubblättern werden nach oben immer kleiner und auch zunehmend mehr drüsig-filzig. 

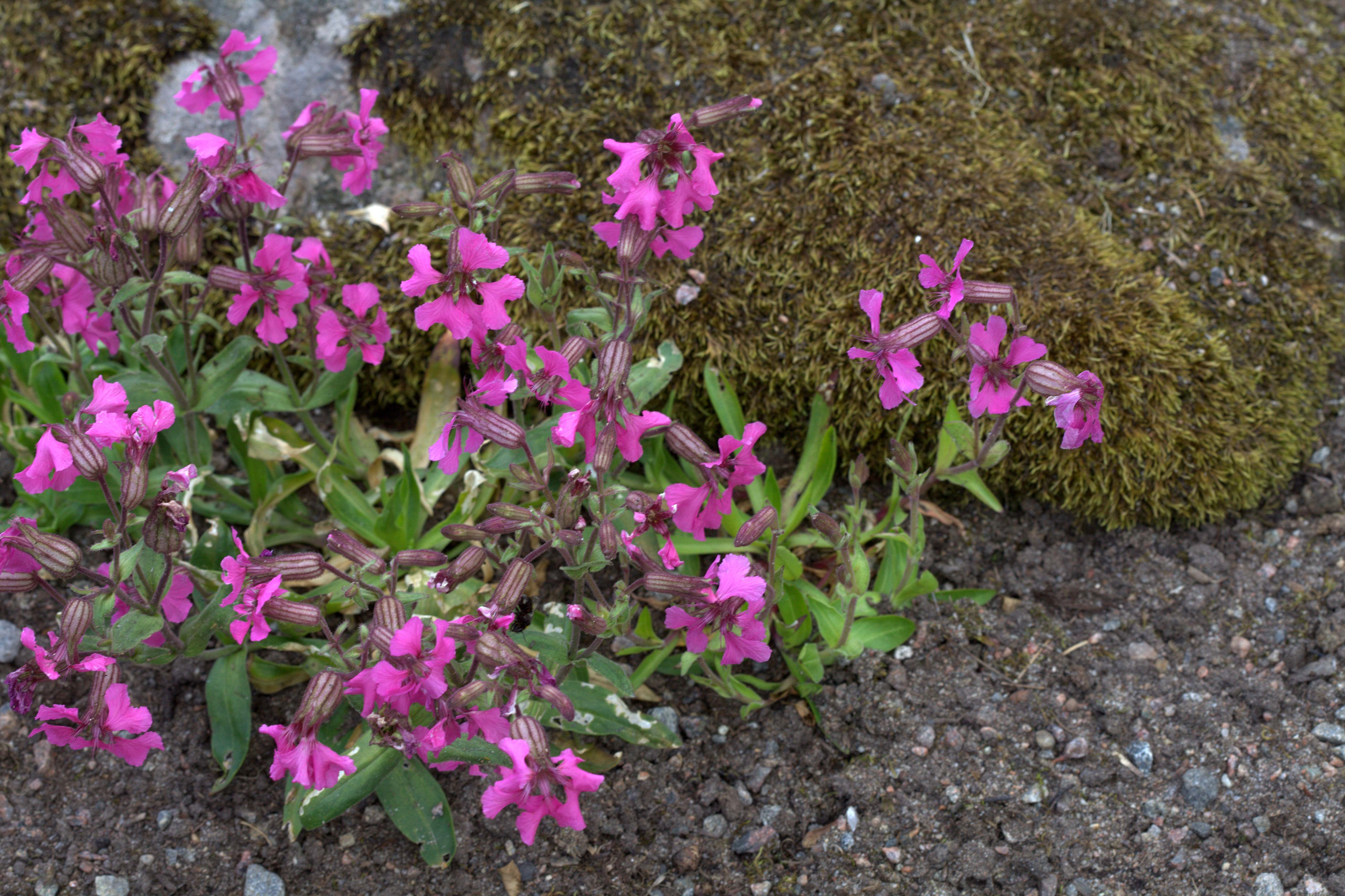
Großblütiges Leimkraut (Silene elisabethae)

Die Blütezeit liegt zwischen Juli und August. Die Blütentriebe sind 8–30 cm hoch, aufsteigend und kahl oder mehr oder weniger behaart. Die Blüten stehen einzeln oder zweit oder viert in einem Dichasium. Die relativ großen Blüten sind zwittrig, radiärsymmetrisch und fünfzählig mit doppelter Blütenhülle. Der Kelch ist 18–25 mm lang, zehnrippig und schwach aufgeblasen. Die Kelchzähne sind nur ein Drittel bis drei Viertel so lang wie die Kelchröhre; sie sind weiß berandet. Die fünf Kronblätter sind rot und 25–40 mm lang; die Platte ist breit verkehrt-herzförmig mit abgerundeten Lappen; die Nebenkrone ist 3–6 mm lang und borstig zerschlitzt. Die Blüte besitzt drei Griffel. 
Die Kapselfrucht ist etwa 20 mm lang, eiförmig und in den Kelch eingeschlossen. Der Karpophor ist sehr kurz. Die Samen sind etwa 1 mm lang. 
Die Chromosomenzahl beträgt 2n = 24.

## Vorkommen
Das Großblütige Leimkraut ist ein Endemit der italienischen Südalpen zwischen Comer See und Gardasee.
Das Großblütige Leimkraut kommt auf humosen und frischen Kalkgeröllböden vor oder wächst in Kalk- oder Dolomit-Felsspalten in der Pflanzengesellschaft des Caricetum firmae. Es gedeiht in Höhenlagen zwischen 1400 und 2450 Metern.

## Taxonomie
Die Erstbeschreibung von Silene elisabethae erfolgte 1832 durch den österreichischen Botaniker Georg Jan (1791–1866). Das Artepitheton elisabethae ehrt Maria Elisabeth von Savoyen-Carignan (1800–1856), die Frau von Rainer von Österreich (1783–1853), des Vizekönigs von Lombardo-Venetien, also dem Gebiet, in dem die ersten Exemplare gefunden wurden. Ein wichtiges Synonym ist Melandrium elisabethae (Jan) Rohrb.